# Internationale Cricket-Saison 1972
Die internationale Cricket-Saison 1972 fand zwischen Mai 1972 und September 1972 statt. Als Sommersaison wurden vorwiegend Heimspiele der Mannschaften aus Europa ausgetragen.

## Überblick

### Internationale Touren
| Beginn       | Heimteam | Auswärtsteam | Resultate | Resultate | Artikel |
| Beginn       | Heimteam | Auswärtsteam | Test      | ODI       | Artikel |
| ------------ | -------- | ------------ | --------- | --------- | ------- |
| 8. Juni 1972 | England  | Australien   | 2–2 [5]   | 2–1 [3]   | Artikel |

## Nationale Meisterschaften
Aufgeführt sind die nationalen Meisterschaften der Full Member des ICC.
| Land    | First-Class                | List A            |
| ------- | -------------------------- | ----------------- |
| England | County Championship 1972   | Gillette Cup 1972 |
|         | John Player League 1972    |                   |
|         | Benson and Hedges Cup 1972 |                   |